# (13658) Sylvester
(13658) Sylvester est un astéroïde de la ceinture principale.

## Description
(13658) Sylvester est un astéroïde de la ceinture principale. Il fut découvert le 18 mars 1997 à Prescott par Paul G. Comba. Il présente une orbite caractérisée par un demi-grand axe de 2,18 UA, une excentricité de 0,16 et une inclinaison de 3,9° par rapport à l'écliptique.

## Compléments